# Mobelha-pequena

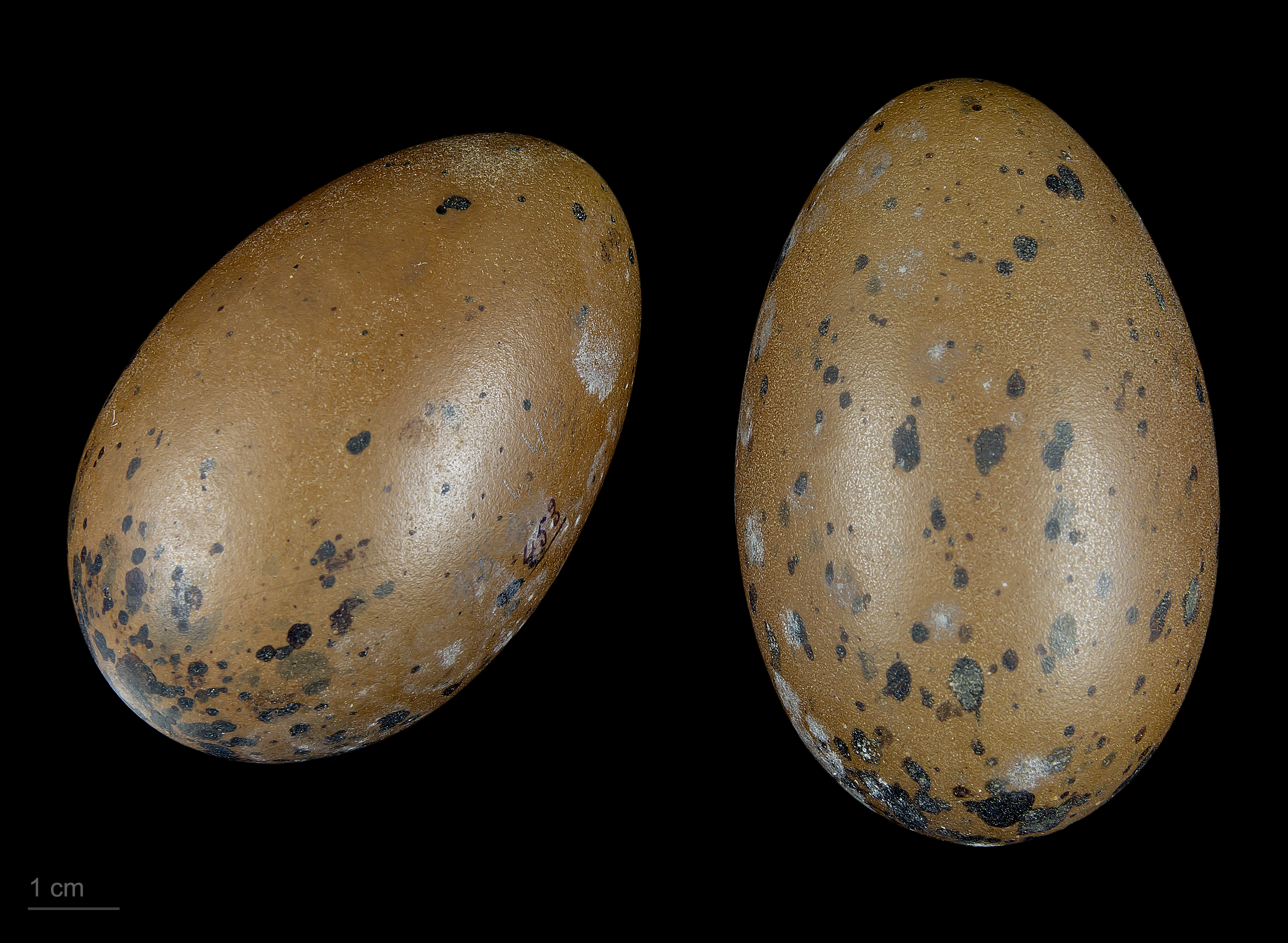
Gavia stellata - MHNT

A Mobelha-pequena (Gavia stellata) é uma ave da família Gaviidae. É a mais pequena das mobelhas europeias.

## Distribuição
É uma espécie holárctica. Como nidificante, distribui-se pela Escandinávia, pela Ásia, pela Islândia, pela Gronelândia e pela América do Norte.
No Inverno, a Mobelha-pequena migra para as zonas costeiras das latitudes temperadas, ocorrendo então na Europa Central e ocidental. (Ivory, 1999)
Em Portugal a Mobelha-pequena ocorre apenas nos meses de Inverno ou em passagem migratória (Svensson et al., 2003). As suas observações estão sujeitas a homologação pelo  Comité Português de Raridades (Elias & Leitão, s. d.).

## Subespécies
A espécie é monotípica (não são reconhecidas subespécies).